# 조윤환
조윤환(趙允煥, 1961년 5월 24일 ~ )은 대한민국의 전 축구 선수 및 지도자이다.
할렐루야와 유공 코끼리에서 선수생활을 하였으며 그 후 친정팀인 유공 코끼리 / 부천 SK에서 코치와 감독을 차례로 역임하였다. 그 후 전북 현대 모터스와 2007년 하얼빈 이텅의 감독을 역임한 후 2013년 빈즈엉 FC의 감독을 맡았다.

## 수상

### 선수
유공 코끼리
- K리그 우승 1회 : 1989
- K리그 베스트 11 1회 : 1989

 대한민국 축구 국가대표팀
- AFC 아시안컵 준우승 (1): 1988

### 감독
전북 현대 모터스
- FA컵 : 2003